# Balduin al VII-lea de Flandra
Balduin al VII-lea de Flandra (n. 1093 – d. 17 iunie 1119, Roeselare, Flandra, Belgia), aparținând Casei de Flandra, a fost conte de Flandra din 1111 până la sfârșitul vieții.

## Viața

### Relații de familie
Balduin a fost fiul contelui Robert al II-lea de Flandra și al soției sale, Clementia de Burgundia. El a fost singurul fiu al părinților săi care a supraviețuit până la vârsta majoratului. Doi dintre unchii lui Balduin pe linie maternă au fost: papa Calixt al II-lea și Raymond de Burgundia, conte de Coimbra și soțul viitoarei regine Urraca de Castilia. Astfel, Balduin al VII-lea a fost văr primar cu regele Alfonso al VII-lea al Castiliei.

### Domnia
Balduin l-a succedat pe tatăl său la moartea acestuia pe 5 octombrie 1111. În vârstă de numai 18 ani, tânărul conte s-a aflat sub regența mamei sale, Constantia, dar și sub îndrumarea vărului său, Carol "cel Bun", care era cu doar câțiva ani mai în vârstă.
Contele Balduin a murit datorită unei răni căpătate în bătălia de la Bures-en-Brai, unde a luptat împotriva regelui Henric I al Angliei în tabăra regelui Ludovic al VI-lea al Franței. Pe patul de moarte, Balduin l-a declarat pe vărul său Carol drept succesor asupra Flandrei.

## Căsătorie
În 1105, la vârsta de 12 ani, Balduin a fost căsătorit cu Hawise (sau Havide), fiica ducelui Alain al IV-lea de Bretagne, de doar 9 ani. După toate probabilitățile, căsătoria nu a fost niciodată consumată. Cei doi au divorțat în 1110 și nu s-au recăsătorit vreodată.